# Ministero dell'interno (Francia)

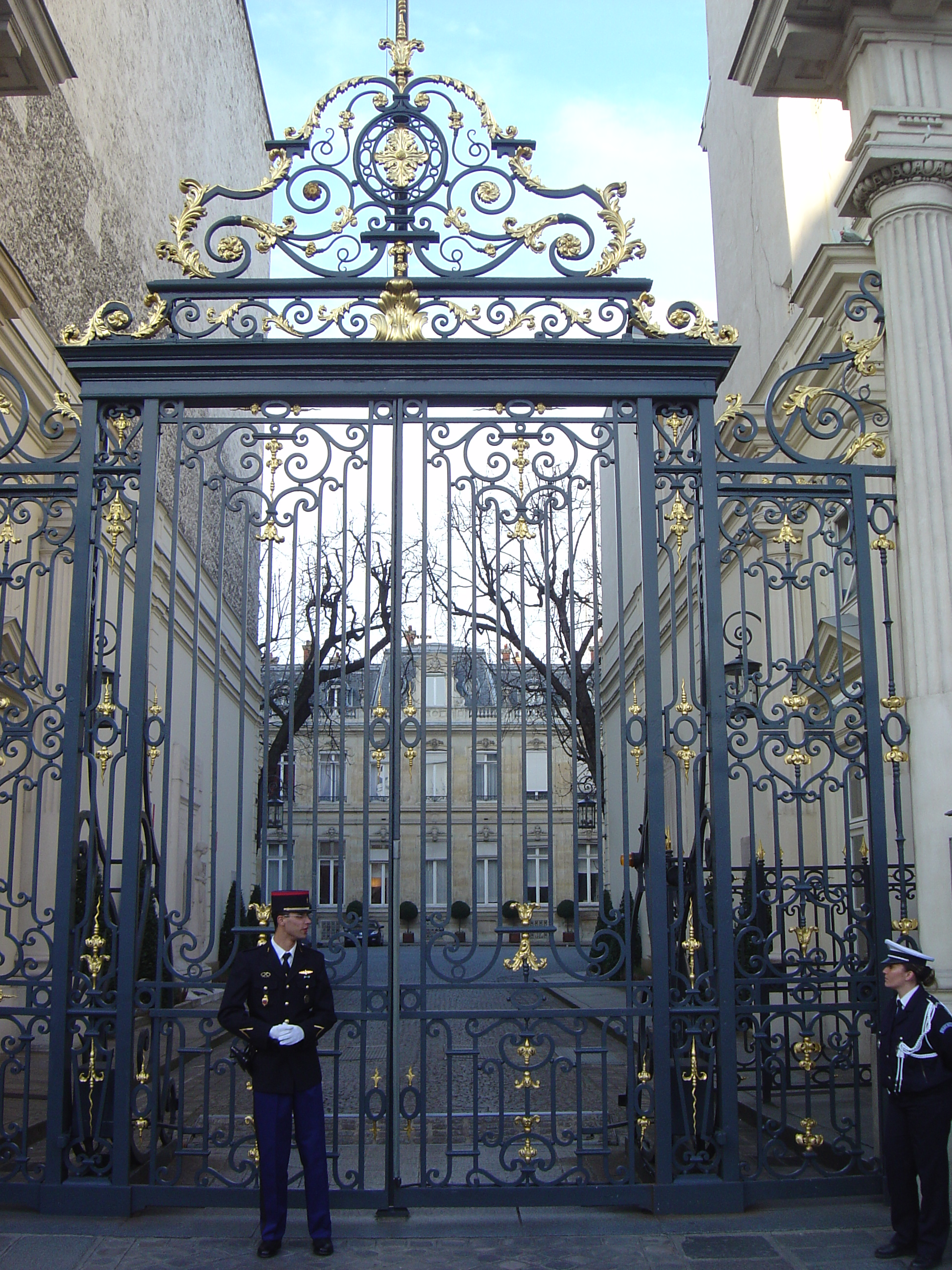
Portone d'ingresso dell'Hôtel Beauvau

Il Ministero dell'interno (in francese Ministère de l'Intérieur) è un dicastero del governo francese preposto alla sicurezza interna, all'amministrazione del territorio e alla tutela delle libertà.
Nel corso del tempo è stato designato con denominazioni diverse, nella specie:
- ministero dell'interno, della sicurezza interna e delle libertà locali (ministère de l'intérieur, de la sécurité intérieure et des libertés locales), dal 2002 al 2005;
- ministero dell'interno e dello sviluppo del territorio (ministère de l'intérieur et de l'aménagement du territoire), dal 2005 al 2007;
- ministero dell'interno, dell'oltremare e delle collettività territoriali (ministère de l'intérieur, de l'outre-mer et des collectivités territoriales), dal 2007 al 2010;
- ministero dell'interno, dell'oltremare, delle collettività territoriali e dell'immigrazione (ministère de l'intérieur, de l'outre-mer, des collectivités territoriales et de l'immigration), dal 2010 al 2012;
- ministero dell'interno, dal 2012 al 2022, nuovamente dal 2024;
- ministero dell'interno e d'oltremare (ministère de l'intérieur et des outre-mer), dal 2022 al 2024.

Ha la sua sede centrale presso l'Hotel de Beauvau nell'VIII arrondissement di Parigi, vicino al Palazzo dell'Eliseo. È soprannominato "place Beauvau". L'attuale ministro è Bruno Retailleau, in carica dal 21 settembre 2024.

## Storia
Il Ministero dell'interno venne istituito durante la Rivoluzione francese, il 7 agosto 1790, quando François-Emmanuel Guignard de Saint-Priest, Segretario di Stato per la Maison du roi, ricevette il nuovo titolo. Da allora, vi è sempre stato un Ministero dell'interno, tranne nei periodi di pochi anni in cui il ministero fu soppresso.
Fin dall'inizio, il ministero è stato responsabile, come il nome suggerisce, dell'amministrazione degli affari riguardanti l'interno del paese, funzioni che in precedenza erano parte delle competenze del segretario di Stato per la Maison du Roi. Il ministero è quindi interessato ai rapporti con i dipartimenti e i comuni, le elezioni, ma anche per questioni economiche, come l'agricoltura e il commercio.
Il Ministero dell'interno è sempre stato responsabile della polizia, ad eccezione del periodo che va dal 1796 al [}1818, dove esisteva, con alcuni periodi di interruzione, un apposito ministero di polizia.
Nei primi anni del XIX secolo, il Ministero aveva una vasta area di competenze, successivamente ridotta con la creazione di altri ministeri, come l'istruzione, commercio e l'agricoltura e il trasferimento competenze ad altri servizi, come ad esempio le prigioni, passate al Ministero della giustizia.
Venne, riorganizzato con decreto del 18 maggio 2007. A seguito del rimpasto interministeriale del 2022, il Ministero d'Oltremare è annesso al Ministero dell'Interno, assumendo l'attuale denominazione.

## Funzioni
I poteri del ministro sono stabiliti con decreto n. 2007-997 del 31 maggio 2007, relativo alle funzioni del Ministro dell'interno, dell'oltremare e delle Collettività territoriali. Le missioni del Ministero a oggi sono cinque e sono organizzate intorno a due poli principali.
Amministrazione del territorio
- Garantire la rappresentanza e la permanenza dello Stato sull'intero territorio nazionale.
- Garantire l'integrità delle istituzioni pubbliche.
- Garantire il rispetto delle libertà locali e dei poteri delle autorità locali nel contesto del decentramento amministrativo.

Garantire la sicurezza di ogni cittadino e dei loro beni
Creare e applicare norme che garantiscano ai cittadini l'esercizio delle libertà pubbliche, anche attraverso il suffragio universale. Proteggere la popolazione contro i rischi di ogni genere e contro le conseguenze di un eventuale conflitto militare. Queste missioni sono soddisfatte dal ministro delegato presso il Segretariato generale e le filiali, le direzioni specializzate dell'amministrazioni centrale del ministero, e assicurare su tutto il territorio l'esercizio da parte delle prefetture, sotto-prefetture, polizia nazionale e protezione civile.
In Francia, similmente a quanto avviene in Italia, il Ministero dell'interno è tradizionalmente il ministero dei culti. Una delle sue suddivisioni si chiama "ufficio dei culti" e gestisce i diritti e i doveri delle organizzazioni religiose riconosciute dalla legge del 1905.

## Competenze
- Interni
- Le collettività territoriali, in seguito al rimpasto ministeriale del 18 marzo 2008, le competenze al riguardo sono passate a un Segretariato di Stato per l'interno e le collettività territoriali.

Per svolgere le sue missioni, il ministero è assistito da una rete di prefetture e sotto-prefetture in tutto il paese.
Dal maggio 2007 al novembre 2009, periodo in cui non è esistito un dicastero specifico per l'Oltremare, il Ministero dell'Interno ha avuto la competenza anche per l'Oltremare attraverso un Segretariato di Stato.
È membro dell'Istituto europeo per le norme di telecomunicazione (ETSI).

## Organigramma
Servizi allegati al gabinetto
- L'Ispettorato generale dell'amministrazione (IGA)
- Il Consiglio superiore dell'Amministrazione territoriale dello Stato (CSAT)
- L'Istituto nazionale di studi avanzati di sicurezza (INHES)
- L'ufficio di gabinetto (B.D.C)
- L'ufficio cifre e sicurezza.
- La missione della archivi nazionali (M.A.N)
- Il controllore finanziario.
- Delegazione per gli affari internazionali ed europei (DAIE)

Segretariato generale, di cui è responsabile un alto funzionario del Ministero comprendente:
Quattro Direzioni
- La Direzione della modernizzazione e dell'azione territoriale (DMAT)
- La Direzione delle risorse umane (D.R.H)
- La Direzione di valutazione delle prestazioni, degli affari finanziari e immobiliari (DEPAFI)
- La Direzione del sistema d'informazione e comunicazione (CIISD)

Una delegazione 
- La delegazione della Informazione e comunicazione (DICOM)

L'amministrazione centrale del ministero è disciplinata dal decreto n. 85-1057 è modificato e diviso in quattro direzioni:
- La Direzione generale della Police nationale (DGPN)
- La Direzione della protezione civile (FTC)
- La Direzione generale dei governi locali (DGCL)
- La Direzione delle libertà pubbliche e degli affari giuridici (DLPAJ)

Esso comprende anche:
- Una delegazione all'Assemblea generale d'oltremare.
- Una delegazione per la previsione e la strategia.
- La Direzione generale della Gendarmerie nationale (DGGN) dovrebbe passare dal 1º gennaio 2009 dal Ministero della difesa al Ministero dell'interno.